# Intermarché-Circus-Wanty
Circus-Wanty Gobert (código UCI: CWG) é uma equipa ciclista profissional belga, que ascendeu à categoria UCI ProTeam em 2021.

## História
Com um plantel de 14 corredores onde se destacava Max van Heeswijk, foi criado em 2008 na categoria continental, baixo o nome Veranda´s Willems e sendo dirigido por Geert De Moor e o exciclista Lucien Van Impe. A equipa sózinha correu uns meses, sendo desmantelada em maio por falta de pagamento de salários.
Foi relançado em 2009, ao unir-se a outro equipa belga, a Groupe Gobert.com, passando a ser o director geral Jean-François Boulart e Van Impe, director desportivo. Com 18 ciclistas no plantel, a maioria eram do Groupe Gobert.com, mais incorporações principalmente do Mitsubishi-Jartazi como Stefan van Dijk.
Em 2010 Stefan van Dijk, finalizou 2º no UCI Europe Tour
Em 2011 com a chegada Accent como segundo patrocinador, Van Impe deixou a equipa ficando Thierry Marichal no cargo. Ascendeu à categoria Profissional Continental e se contrataram a ciclistas como Jurgen Van Goolen, Staf Scheirlinckx e Wim De Vocht, todos provenientes de equipas UCI ProTeam.
Em 2012, Accent Jobs tomou o patrocínio principal e em julho a equipa teve que fazer frente à repentina morte do seu ciclista Rob Goris. Goris morreu num hotel no França por causa de uma paragem cardíaca.
Em novembro de 2012 foi anunciada a chegada do velocista italiano Danilo Napolitano para a seguinte temporada.
Em 2013 a empresa Wanty uniu-se como segundo patrocinador, substituindo a Veranda's Willems.
Desde 2014 Wanty assumiu como patrocinador principal sendo acompanhado por Groupe Gobert. Ademais chegou como manager Hilaire Van der Schueren e vários ciclistas da desaparecida equipa holandesa Vacansoleil-DCM.
Em 2021 adquiriu a licença que era detida pela CCC Team e ascendeu à categoria principal.

## Corredor melhor classificado nas Grandes Voltas
| Ano  | Giro d'Italia | Tour de France        | Volta a Espanha |
| ---- | ------------- | --------------------- | --------------- |
| 2008 | -             | -                     | -               |
| 2009 | -             | -                     | -               |
| 2010 | -             | -                     | -               |
| 2011 | -             | -                     | -               |
| 2012 | -             | -                     | -               |
| 2013 | -             | -                     | -               |
| 2014 | -             | -                     | -               |
| 2015 | -             | -                     | -               |
| 2016 | -             | -                     | -               |
| 2017 | -             | 23.º Guillaume Martin | -               |
| 2018 | -             | 21.º Guillaume Martin | -               |
| 2019 | -             | 12.º Guillaume Martin | -               |

## Material ciclista
A equipa usa bicicletas da marca Cube Bikes, anteriormente utilizou Carrerá, Bianchi, Granville e Zannata.

## Classificações UCI

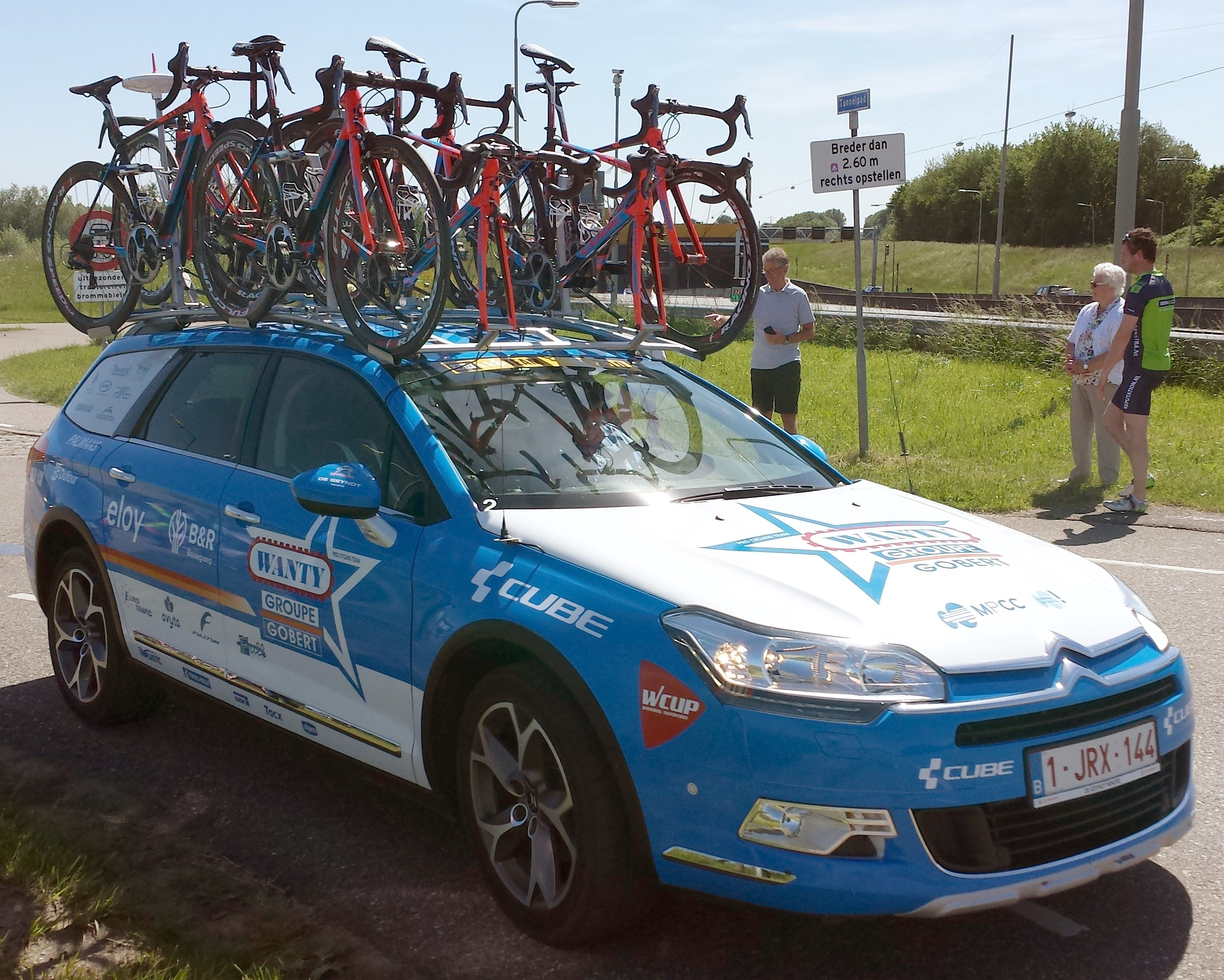
Carro da equipa

A partir de 2005 a UCI instaurou os Circuitos Continentais da UCI, onde a equipa está desde que se criou em 2008, registado dentro do UCI Europe Tour. As classificações da equipa e do seu ciclista mais destacado têm sido as seguintes:

### UCI Africa Tour
| Temporada | Classificação por equipas | Melhor corredor | Posição |
| 2010-2011 | 16º                       | Thomas Degand   | 112º    |

### UCI Oceania Tour
| Temporada | Classificação por equipas | Melhor corredor | Posição |
| 2017      | 12º                       | Dion Smith      | 25º     |
| 2018      | 19º                       | Dion Smith      | 115º    |

### UCI America Tour
| Temporada | Classificação por equipas | Melhor corredor | Posição |
| 2012-2013 | 35º                       | Will Routley    | 215º    |

### UCI Asia Tour
| Temporada | Classificação por equipas | Melhor corredor  | Posição |
| 2010-2011 | 35º                       | David Kemp       | 73º     |
| 2017      | 79º                       | Andrea Pasqualon | 285º    |
| 2018      | 23º                       | Boris Vallée     | 32º     |

### UCI Europe Tour
| Temporada | Classificação por equipas | Melhor corredor  | Posição |
| 2008-2009 | 28º                       | Stefan van Dijk  | 25º     |
| 2009-2010 | 9º                        | Stefan van Dijk  | 2º      |
| 2010-2011 | 13º                       | Stefan van Dijk  | 6º      |
| 2011-2012 | 20º                       | Steven Caethoven | 39º     |
| 2012-2013 | 26º                       | Jempy Drucker    | 39º     |
| 2013-2014 | 2º                        | Jempy Drucker    | 12º     |
| 2015      | 7º                        | Roy Jans         | 14º     |
| 2016      | 1º                        | Kenny Dehaes     | 12º     |
| 2017      | 1º                        | Kenny Dehaes     | 9º      |
| 2018      | 3º                        | Timothy Dupont   | 3º      |
| 2019      | 2º                        | Guillaume Martin | 35º     |

## Palmarés
Para anos anteriores, veja-se Palmarés da Circus-Wanty Gobert

### Palmarés de 2020

#### UCI ProSeries
| Datas | Carreiras | Ganhador |

#### Circuitos Continentais da UCI
| Datas | Circuito | Carreiras | Ganhador |

## Plantel
Para anos anteriores veja-se: Elencos da Circus-Wanty Gobert

### Elenco de 2020
| Nomeie               | Nascimento | Nacionalidade | Equipa 2019                           |
| Jan Bakelants        | 14/02/1986 | Bélgica       | Team Sunweb                           |
| Jeremy Bellicaud     | 08/06/1998 | França        | Neoprofissional                       |
| Alfdan De Decker     | 09/09/1996 | Bélgica       | Wanty-Gobert Cycling Team             |
| Aimé De Gendt        | 17/06/1994 | Bélgica       | Wanty-Gobert Cycling Team             |
| Jasper De Plus       | 11/06/1997 | Bélgica       | Neoprofissional                       |
| Ludwig De Winter     | 31/12/1992 | Bélgica       | Wanty-Gobert Cycling Team             |
| Thomas Degand        | 13/05/1986 | Bélgica       | Wanty-Gobert Cycling Team             |
| Théo Delacroix       | 21/02/1999 | França        | Wanty-Gobert Cycling Team (stagiaire) |
| Tom Devriendt        | 29/10/1991 | Bélgica       | Wanty-Gobert Cycling Team             |
| Fabien Doubey        | 21/10/1993 | França        | Wanty-Gobert Cycling Team             |
| Timothy Dupont       | 01/11/1987 | Bélgica       | Wanty-Gobert Cycling Team             |
| Odd Christian Eiking | 28/12/1994 | Noruega       | Wanty-Gobert Cycling Team             |
| Alexander Evans      | 28/01/1997 | Austrália     | SEG Racing Academy                    |
| Quinten Hermans      | 29/07/1995 | Bélgica       | Telenet Fidea Lions                   |
| Wesley Kreder        | 04/11/1990 | Países Baixos | Wanty-Gobert Cycling Team             |
| Maurits Lammertink   | 31/08/1990 | Países Baixos | Roompot-Charles                       |
| Xandro Meurisse      | 31/01/1992 | Bélgica       | Wanty-Gobert Cycling Team             |
| Yoann Offredo        | 12/11/1986 | França        | Wanty-Gobert Cycling Team             |
| Andrea Pasqualon     | 02/01/1988 | Itália        | Wanty-Gobert Cycling Team             |
| Simone Petilli       | 04/05/1993 | Itália        | UAE Team Emirates                     |
| Corné van Kessel     | 07/08/1991 | Países Baixos | Telenet Fidea Lions                   |
| Kévin Van Melsen     | 01/04/1987 | Bélgica       | Wanty-Gobert Cycling Team             |
| Boy van Poppel       | 18/01/1988 | Países Baixos | Roompot-Charles                       |
| Danny van Poppel     | 26/07/1993 | Países Baixos | Team Jumbo-Visma                      |
| Pieter Vanspeybrouck | 10/02/1987 | Bélgica       | Wanty-Gobert Cycling Team             |
| Loïc Vliegen         | 20/12/1993 | Bélgica       | Wanty-Gobert Cycling Team             |

1. ↑  Desde o 1 de agosto.